# Institut d'Asie orientale
 (novembre 2016).
Si vous disposez d'ouvrages ou d'articles de référence ou si vous connaissez des sites web de qualité traitant du thème abordé ici, merci de compléter l'article en donnant les références utiles à sa vérifiabilité et en les liant à la section « Notes et références ».
L'Institut d'Asie orientale (IAO) est un centre de recherche en sciences humaines et sociales dont les travaux se concentrent sur l'Asie de l'Est et du Sud-Est. Fondé en 1993, ce laboratoire se situe sur le campus de l'ENS de Lyon dans le 7e arrondissement de Lyon depuis 2002. L'IAO est une unité de recherche conjointe (UMR 5062) du CNRS, de l'ENS de Lyon (sa tutelle principale), de l'Université Lyon 2 et de Sciences Po Lyon. Ses recherches se concentrent notamment sur la Chine, le Japon, Taïwan, l'Indonésie et le Viêt Nam.
Des chercheurs et doctorants de disciplines variées sont associés : anthropologie, droit, géographie, économie, histoire, littérature, sciences politiques, sociologie, histoire de l'art. Les recherches s'inscrivent dans un cadre disciplinaire et interdisciplinaire, avec pour objectif principal la diffusion des savoirs sur les dynamiques culturelles, sociales, politiques et économiques de l'Asie extrême orientale contemporaine.
L’IAO, en plus d’être un pôle majeur de la recherche sur l’Asie de l'Est et du Sud-Est en France grâce à ses colloques et ses carnets de recherche, est aussi reconnu pour ses formations pluridisciplinaires qualifiantes, dispensées en association avec l’ENS de Lyon et Sciences Po Lyon, et pour sa bibliothèque de recherche très complète sur les pays d’Extrême-Orient. Au-delà de ce large panel d’activités, de la formation à la collecte de documents récents en langues occidentales ou asiatiques, l’IAO propose aussi des séminaires ouverts à toute personne intéressée et/ou concernée par le thème et ce, plusieurs fois par mois.

## Enseignements
L'IAO propose les trois formations suivantes :
- Master de sciences politiques co-habilité entre l'ENS de Lyon, mention études européennes, spécialité Asie orientale contemporaine (ASIOC) ;
- Diplôme d'établissement de l'IEP de Lyon : DEMEOC (Diplôme d'établissement sur le monde extrême oriental contemporain).
- Master en études chinoises co-habilité entre l'ENS et Lyon 3 ;

Les chercheurs et enseignants-chercheurs de l'IAO encadrent de nombreuses thèses et mémoires au sein du laboratoire, et assurent des séminaires, cours méthodologiques, cours fondamentaux au sein de l'ENS de Lyon, des universités Lyon 2 et Lyon 3 et de l'IEP de Lyon.

### Équipes de recherche
Les chercheurs de l'IAO sont organisés en trois équipes correspondant à trois axes thématiques :
- Dynamiques juridiques, institutionnelles et sociales ;
- Constructions sociopolitiques, impérialisme, espaces maritimes ;
- Représentations, créations artistiques et religieuses.

### Chercheurs (section à compléter)
Direction actuelle : Béatrice Jaluzot et Claude Chevaleyre
Anciennes directions : Christian Henriot (1993-2002), Eric Seizelet (2003-2007), Guy Faure (2008-2010), Christian Henriot et Yveline Lecler (interim, 2010-2011), Jean-Pascal Bassino (2012-2016)
Documentalistes et ITA : François Guillemot, Estelle Senna, Miyuki Yamamoto, Yu Zhang
Chercheur.euses : Pierre-Emmanuel Bachelet, Sophie Biard, Jérôme Bourgon, Claude Chevaleyre, Peter Cornwell, Sylvie Demurger, Elise Domenach, Laurent Gédéon, Monica Ginès-Blasi, Romain Graziani, Zhuang Han, Julien Hanoteau, Fabienne Jagou, Béatrice Jaluzot, Jérémy Jammes, Marie Laureillard, Rémy Madinier, Gauthier Mouton, Arnaud Nanta, Cléa Patin, Clotilde Riotor, Frédéric Roustan, Virginie Vial, Claire Vidal, Peter Von Staden. 